# Nysius aa
Nysius aa (лат.) — вид клопов из семейства наземников (Lygaeidae). Редкий высокогорный вид, эндемик острова Гавайи, обитающий на вершине вулкана Мауна-Лоа.

## Описание

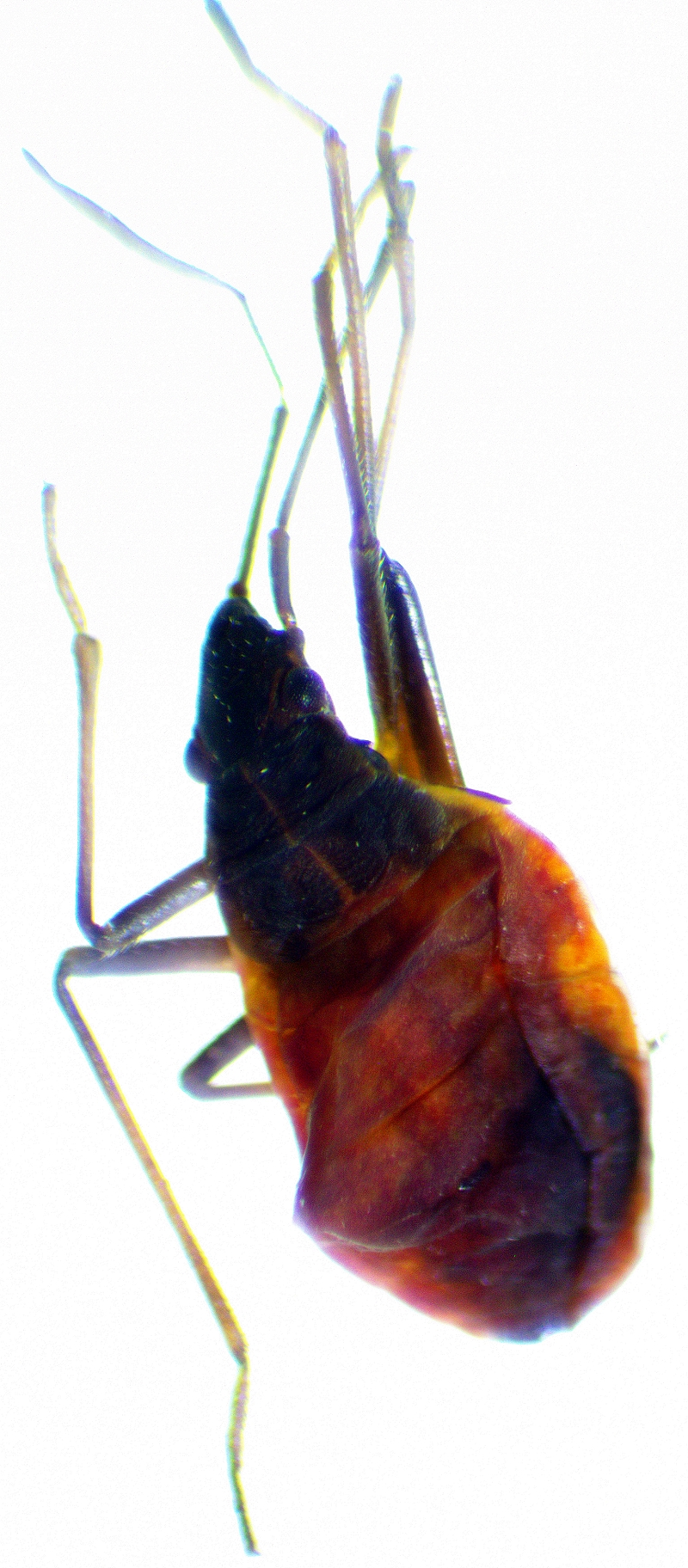
Общий вид

Мелкий (длинной тела до 5 мм.) нелетающий хищный клоп тёмно-коричневого цвета.
Обитает у вершины вулкана Мауна-Лоа на высотах порядка 3 500—4 100 м над уровнем моря.
Был назван в честь гавайского типа лавы «Аа-лава», что означает шлаково-глыбовую лаву, на которой обитает этот вид.
В отличие от большинства других представителей семейства наземники, которые питаются семенами, этот вид приспособился питаться мёртвыми насекомыми, которых заносит ветром на вершину горы.
В гемолимфе клопов этого вида был обнаружен своеобразный «антифриз», позволяющим им переносить низкие температуры и снег.